# Mignanego
Mignanego là một đô thị ở tỉnh Genova thuộc vùng Liguria, nằm ở vị trí cách khoảng 11 km về phía bắc của Genova. Tại thời điểm ngày 31 tháng 12 năm 2004, đô thị này có dân số 3.562 người và diện tích là 18,4 km².
Đô thị Mignanego có các frazioni (đơn vị cấp dưới, chủ yếu là thôn làng) Fumeri, Giovi, Montanesi, Paveto, và Migliarina.
Mignanego giáp các đô thị sau: Busalla, Campomorone, Fraconalto, Genova, Savignone, Serra Riccò, Voltaggio.